# クライスラー・300
クライスラー・300（Chrysler 300 ）は、ステランティス・ノースアメリカ（旧・クライスラー）のクライスラーブランドで販売する高級乗用車である。「クライスラー・300M」の後継モデルであり、1955年に始まった往年のクライスラーを代表する高級セダン「クライスラー・300レターシリーズ」を近代的にアレンジしたモデルでもある。

## 初代（2004年-2011年）
2001年のデトロイト・オートショーに1950年代スタイルの「ダッジ　スーパー 8 HEMI」コンセプトとして出展されたモデルを前身とし、2004年に、「クライスラー 300」として発売された。迫力あるスタイル、充実した装備にもかかわらず日欧の競合車と比較して安価だったことなどから大変な人気モデルとなり、旧ダイムラークライスラー、クライスラー部門の業績回復に貢献した。なお2006年のガソリン価格高騰によるトレンドの変化以降の販売は低調で推移した。
デザインはジープ＆トラックデザインの副社長、ラルフ・ジルによって行われた。リアに300Mの意匠の名残を見ることができる。また、1998年にデトロイトオートショーで発表されたクライスラーのコンセプトカー「クロノス」のグリルデザインが生かされている。プラットフォームは「クライスラー・LXプラットフォーム」と呼ばれるもので、メルセデス・ベンツ・Eクラス（W210/S210）の構成部品が、リアサスペンションやトランスミッションなどに流用されている。後輪駆動を基本とし、トップグレードの300CにはV型8気筒ヘミエンジンが搭載される。
当初のグレードは、2.7 L V型6気筒OHCエンジン（190馬力）の“ベースグレード”、3.5 L V型6気筒OHCエンジン（250馬力）の“ツーリンググレード”、そして5.8 L V型8気筒OHVヘミエンジン（340馬力）を搭載する“300C”、の3種類であり、いずれもセダンであった。2005年2月、専用バンパーと20インチホイールを装備し、6.1 L V型8気筒OHVヘミエンジン（425馬力）を搭載した“SRT-8”が追加された。ヘミエンジンは、気筒休止機構（8気筒→4気筒）を採用しているため、6 L前後の大排気量車の割には燃費が良く、2006年以降のガソリン価格高騰時にもそこそこの売り上げを見せた。
2005年には「北米カー・オブ・ザ・イヤー」を受賞、また「カナダディアン・カー・オブ・ザ・イヤー（新型高級車部門）」に選出されている。
2004年、プラットフォームを共用するワゴン車である「ダッジ・マグナム」がアメリカで発売されたが、アメリカ以外の幾つかの市場においては、このモデルのバッジエンジニアリングにより「300のステーションワゴン」として販売されることになった。セダンでのラグジュアリースポーツのイメージを損なわないよう北米では発売されず、国外ではマグナムより高価格設定の300シリーズとする方が収益性が良いため、欧州、アジア、オセアニアのみの輸出専用モデルとなったものとされる。クライスラーはダッジ・マグナムを2008年中に廃止した。

### 日本での販売
セダンの3グレード、ワゴンの2グレードが、クライスラー日本（当時はダイムラークライスラー日本）により正規販売されている。それらの呼称には、アメリカ本国での本来の名称との間に紛らわしい差異が生じており、注意を要する。
- V型8気筒モデルのグレード名である「C」を併せた「300C」が、日本での車名となっている。アメリカ本国での車名は「300」である。
- V型6気筒モデルのグレード名である「ツーリング」が、日本ではワゴンモデルの呼称として使用されている。アメリカ本国での「クライスラー300・ツーリング」は、セダンである。

なお、日本で販売されている「300C」の右ハンドル車と「300Cツーリング」は、オーストリア・グラーツにて製造・輸出されている。
導入当初は左ハンドル車のみだったが、2005年10月14日に右ハンドル車が導入された（セダンのV型8気筒 5.7 Lモデルのみ左・右のいずれかのハンドルが選択可能・セダンのV型6気筒3.5 L及びSRT8並びにツーリング全モデルは右ハンドル専用となる）。
しかし、2009年モデルではツーリングモデルが廃止、さらに2010年6月15日に発表された2010年モデルでは新たに「ECOランプ」が装着されたものの、トップモデルのSRT8並びにV型8気筒5.7 L車の右ハンドル車が廃止となったことで、車両価格が若干ながら値下げとなった。同時にプラットフォームを共用する「ダッジ・チャージャー」と比べて全体的に金額は高いものの、右ハンドルの存在があるというアピールポイントを失う結果となってしまった。また2011年1月8日には右ハンドル車投入以降に廃止となった3.5リットルの左ハンドル車が復活し、価格も398万円という輸入車でのFセグメントでは低価格だが、それに伴い右ハンドル車が逆に高くなるという現象が起きていた。

## 2代目（2011年-2024年予定）
2011年に300はモデルチェンジを敢行した。コンポーネントは先代同様LXプラットフォームを踏襲しているものの、デザインは大幅に変更した。また、ヘッドライトにはディスチャージヘッドランプが、デイライトにはトレンドとなっているLEDが採用されている。また、エンブレムは1930年代のクライスラー車に採用されていたブルーリボンをモチーフにしたものが使用されている。なお、先代に設定されていたステーションワゴンは廃止されている。
グレードは2011年モデルでは300、300リミテッド、300Cの3つが設定され、2012年モデルではスポーツグレードの300Sと高性能バージョンの300 SRT8（後述）が追加された。
先代モデルでラインアップされていたV型6気筒2.7LエンジンとV型6気筒3.5Lエンジンは廃止され、新たにベースグレードには292馬力を発生するV型6気筒3.6LペンタスターDOHC24バルブエンジンが採用されている。また欧州向けの販売を意識しているため、環境性能の高いターボディーゼルもラインアップに加わっている。トップグレードの300Cでは先代同様にヘミV型8気筒が選択でき、それに新開発された8速ATを組み合わせることで0-60mph（約97km/h）加速7.2秒を実現した。
インテリアは基本的に前モデルの昇華であるが、新たな特徴としてクライスラーの統合情報端末である「Uコネクト」が搭載されている。ラインアップのうち、300Sでは10スピーカーサウンドシステムが設定されている。
なお、ヨーロッパではクライスラーとランチアのディーラー網の統合に伴い、イギリスとアイルランドでは引き続きクライスラーブランドで販売されるが、大陸側ではランチアブランドで販売が行われることになった（ランチア・テーマの項を参照）。
日本市場では後述の通り、本国同様「300」となったが、韓国市場においてはSRT8を含め車種名としての「300C」を継承している。
2023年、シカゴモーターショーで2023年モデルを発表したものの、2010年代以降より中国市場を除く世界中のほとんどでセダン型乗用車の販売が劇的に低迷していることを理由に当モデルを以って生産・販売終了することを表明、これと同時に1934年発表のエアフローを原点とするクライスラーが販売するセダン型乗用車の生産も通算90年の歴史に幕を下ろすこととなった。

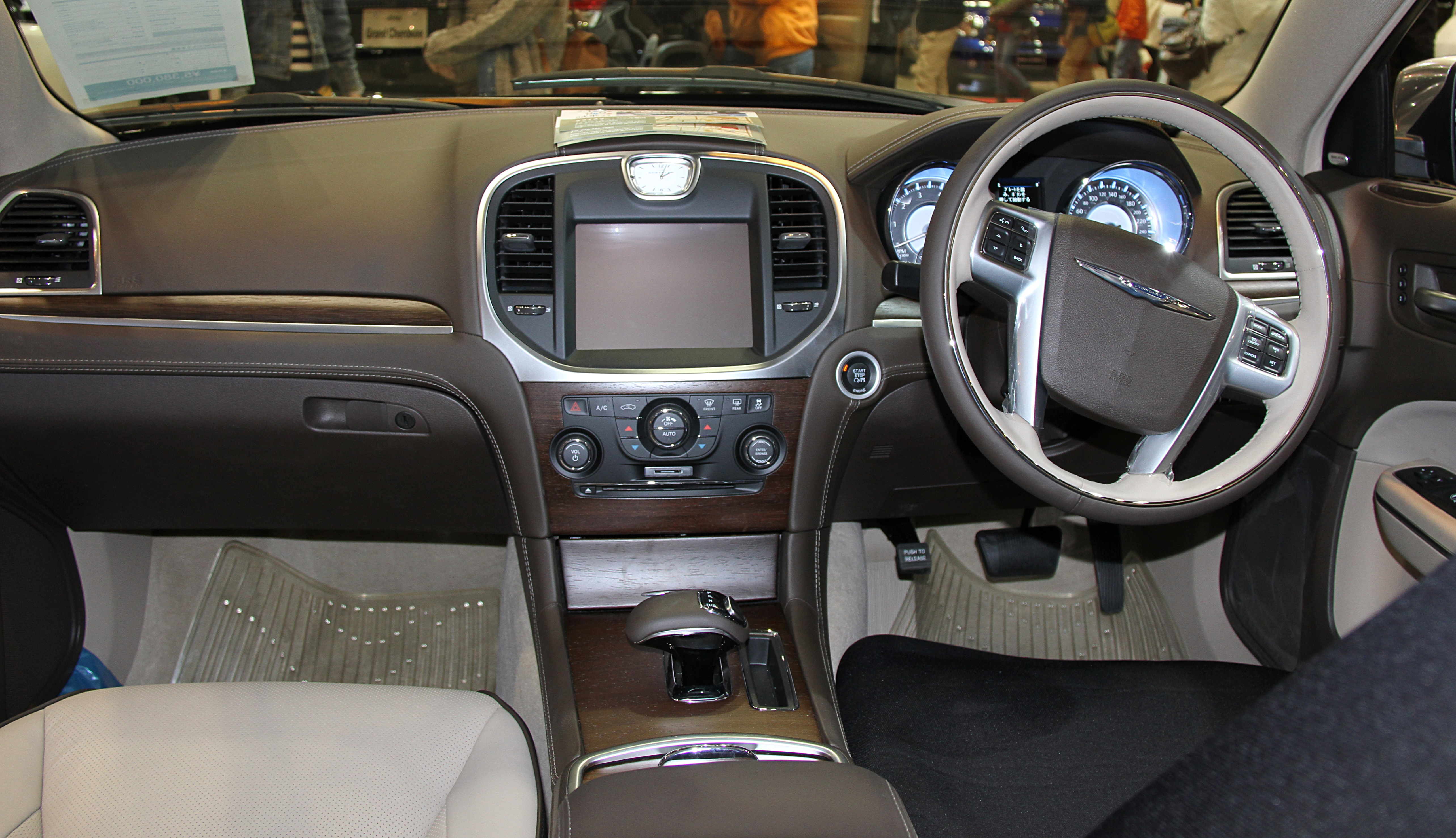
インテリア

### 日本での販売
2012年11月15日、フィアット・クライスラージャパンによって発表。日本国内での名称も「300」に改められた。エンジンは3.6L・V型6気筒DOHC24バルブのペンタスターエンジン1種のみでこれにZF製の8速ATを組み合わせる。グレードは「300リミテッド」とこれにポルトローナ・フラウ製本皮革シートや20インチアルミニウムホイールなどを加えた「300C ラグジュアリー」の2種で、全車右ハンドルのみとなる。通常、輸入車の日本仕様の場合、カーナビゲーションシステムには日本メーカー製が採用されることがほとんどだが、300のそれは北米仕様と同じガーミン製が採用されている。なお同日にはランチア・イプシロンのクライスラー版である「クライスラー・イプシロン」も発表された。
後期型で「300S」に車名を変更して発売していたが、日本国内におけるセダン型乗用車の販売低迷を理由に2017年12月を以って販売を終了した。

### クライスラー・300 SRT8
|  |  |  |
|  |  |  |

2011年ニューヨーク国際オートショーで発表された300Cの高性能バージョン。SRTはクライスラーの高性能モデルに慣例で与えられている名称で、通常モデルとの主だった差異として専用のエアロボディが与えられ、スポーツサスペンションとブレンボ製ディスクブレーキを備えるほか、先代同様にV型8気筒ヘミを搭載するが、6.4Lのエンジンは0-60mph（約97km/h）加速を4秒で行うパフォーマンスを発生する。日本仕様は先代同様に右ハンドルのみの導入となった。